# Statarskolan

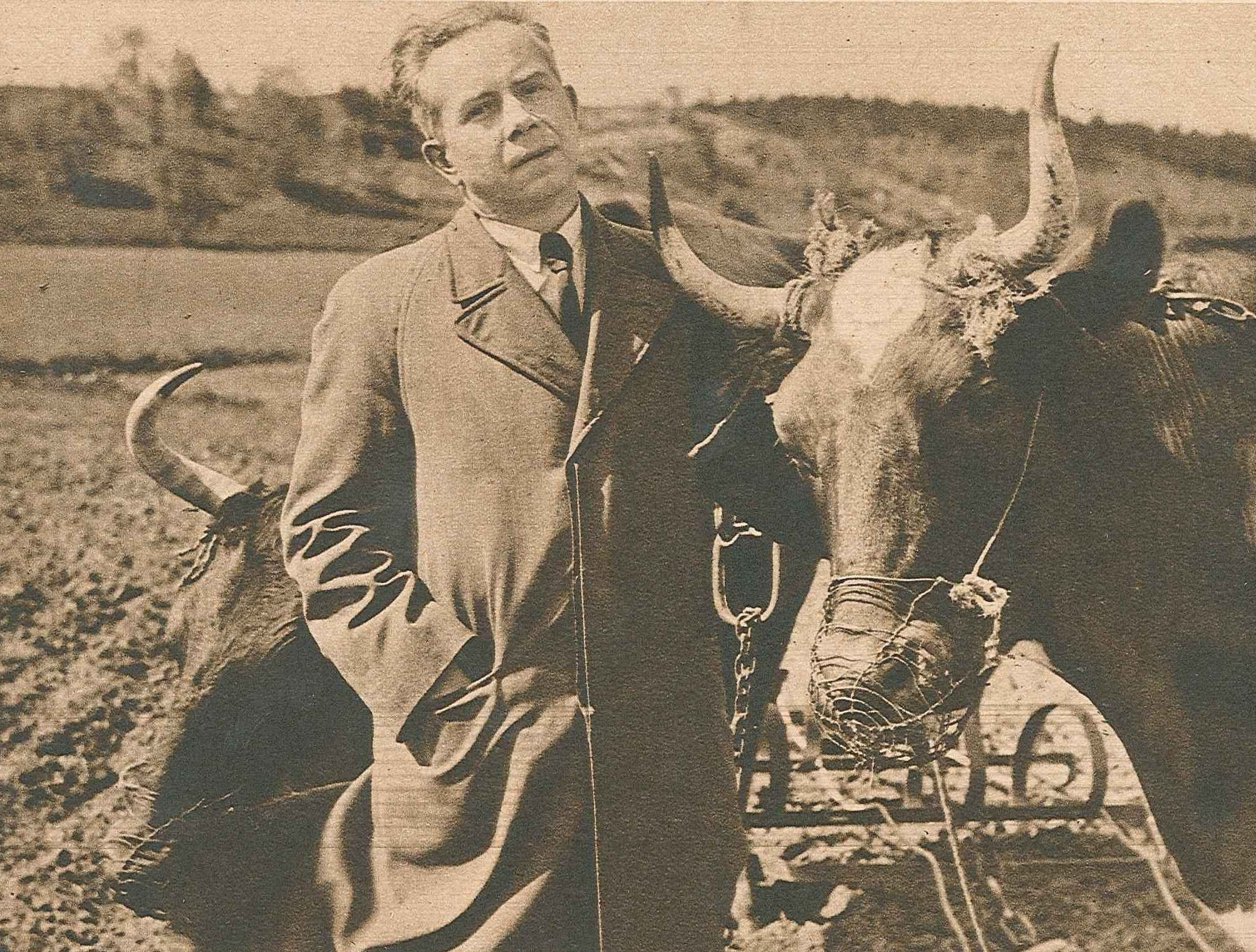
Ivar Lo-Johansson, cirka 1940.

Statarskolan är en benämning på de svenska arbetarförfattare som under 1930-talet publicerade romaner om statarnas och lantbruksarbetarnas livsförhållanden. Statarskolan var ingen litterär skola eller grupp utan en benämning som lanserades av litteraturkritiker om framförallt författarna Ivar Lo-Johansson, Jan Fridegård och Moa Martinson.
Hösten 1933 utkom de tre författarna med romaner som handlade om det svenska jordbruksproletariatet: Ivar Lo-Johanssons Godnatt, jord är en kollektivroman om statare i mellansverige; En natt i juli är Jan Fridegårds självbiografiska skildring av lantarbetarnas liv; Moa Martinsons Kvinnor och äppelträd berättar om proletärkvinnors och arbetarfamiljers liv i staden och på landsbygden. Deras romaner är både i stil och tonläge mycket olika, men det som gjorde att kritikerna förde dem samman under benämningen Statarskolan låg i motiv, miljö och klassmedvetenhet.
Varken Fridegård eller Martinson såg sig som tillhörande en så kallad statarskola, Lo-Johansson däremot anammade benämningen och talade om ny litterär stil där "en ny miljö fått röst" och "ett nytt begrepp om kollektivet" införts i svensk litteratur. Under det följande decenniet gav han ut ytterligare fyra böcker om lantbruksarbetarna: novellsamlingarna Statarna (två delar, 1936-1937) och Jordproletärerna (1941), samt romanen Bara en mor (1939).